# Blount Nunatak
Blount Nunatak är en nunatak i Antarktis. Den ligger i Västantarktis. Argentina och Storbritannien gör anspråk på området. Toppen på Blount Nunatak är 1 630 meter över havet, eller 200 meter över den omgivande terrängen. Bredden vid basen är 2,2 km.
Terrängen runt Blount Nunatak är kuperad åt sydost, men åt nordväst är den platt. Trakten är obefolkad. Det finns inga samhällen i närheten. 